# Стипе Дрвиш
Стипе Дрвиш (8. јун 1973) је хрватски боксер, бивши светски боксерски првак у полутешкој категорији.

## Биографија
Почео је да се бави боксом 1992. у БК Пула у Пули. За овај клуб је шест пута освојио титулу првака Хрватске. У аматерској каријери је наступио на Олимпијским играма 1996 и освојио 5. место. Године 1997. на Медитеранским играма освојио је 2. место (победио је Грк Георгиос Моурлас).
1995. је године учествовао као хрватски репрезентативац у категорији до 81 кг на светском првенству у аматерском боксу у Берлину. Изгубио је у шеснаестини завршнице од Сејшеланина Роланда Раформеа на бодове +1:1. На том је првенству још наступио хрватски боксер, каснији светски првак Стјепан Божић (-75 кг), а од светских првака, Виталиј Кличко и Фелиx Савон (-91 кг) и Луан Краснић (европски првак из Вејлеа 1996, бронза са ОИ 1996)
1997. је године учествовао као хрватски репрезентативац у категорији до 81 кг на светском првенству у аматерском боксу у Будимпешти. Изгубио је у шеснаестини завршнице од Турчина Јусуфа Озтурка на бодове 9:6. Куриозитет је да су на том првенству у истим категоријама наступили каснији професионални светски прваци Стјепан Божић (до 75 кг), Мирко Филиповић (више од 91 кг) те бивши и каснији легендарни супертешкаши, светски прваци Руслан Чагајев и Фелиx Савон у тешкој и Сергеј Љахович у супертешкој.[3]
1998. је године освојио Светски куп.
Од маја 1999. г. наступа као професионалац у полутешкој категорији. Дрвиш је 8. фебруара 2003. постао првак Европе победивши Италијана Силвиа Бранца. Стипе је први пораз као професионалац доживео у Сиднеју против Паула Бригса у борби за наслов светског првака. Светски првак је постао у својој другој борби за светски наслов 28. априла 2007, када је опет победио Силвиа Бранца. Убрзо након освајања наслова првака, изјавио је да жели да се повуче из бокса. Дана 16. децембра, Стипе је повређен и немотивисан, знајући да му је то последња борба у каријери, изгубио наслов светског првака, у Перту против домаћег боксера Данyа Грина. Дрвиш се након борбе, дефинитивно повукао из бокса.
Био је у тиму Мирка Филиповића кад је Филиповић победио на завршном турниру К-1 за 2012. годину, који се одржао 15. марта 2013. у Загребу.
Уз Стипу Дрвиша, титулу светског првака освојили су хрватски боксери Фердинанд Живић и Мате Парлов.